# Histoire des mines d'argent au Mexique
L'histoire des mines d'argent au Mexique a commencé en 1528 peu après la conquête espagnole, puis a joué un rôle important dans l'histoire coloniale, puis lors de l'indépendance, et ensuite lors de la révolution mexicaine, les sites miniers étant fortement peuplés et très actifs dans l'histoire du Mexique.

## La découverte de Tasco, puis Pachuca, Zacatecas et Guanajuato
Taxco, appelée dans certains livres « Tasco », a joué un rôle pionnier à partir de 1528 lors de la colonisation espagnole et de l’arrivée de Hernán Cortés qui découvrit de nombreuses mines d’argent. Située dans le nord de l’État du Guerrero au Mexique à environ 160 km de Mexico, à flanc de montagne, à une altitude de 1 600 mètres, la ville fut renommée Real de Taxco en 1570,
Taxco prospéra largement jusqu’au XVIIIe siècle et devint l'un des plus grands centres miniers d’argent du Mexique, après avoir été le premier en exploitation, un peu avant celui de Pachuca, située à 94 km au nord de la cité de Mexico. Un peu après Taxco et Pachuca, les Espagnols ouvrent aussi des mines plus petites à Sultepenue et Tlapujahua.
Les coûts de production diminuant, il fut possible d'augmenter la production, ce qui amène à échanger l'or et l'argent contre des quantités moindres des autres marchandises. À Paris, par exemple, un hectolitre de blé, auparavant, s'obtenait en échange de 15 à 16 grammes d'argent: il fallut désormais donner successivement en argent le double, puis le triple. Toutes les denrées connurent la même progression de leurs prix après la première moitié du XVIe siècle, moment où tout à coup la production de l'argent, monnaie la plus courante, devint abondante.

## Zacatecas, à 600 kilomètres au nord de Mexico et Guanajato, à mi-chemin des deux villes
Classé au patrimoine mondial de l’Humanité depuis 1993, construite dans une vallée à 2 500 mètres d’altitude, à près de 600 kilomètres au nord de Mexico, Zacatecas demeure intacte, à l’abri de son aqueduc. La région était peuplée d’Indiens Zacatecos, une tribu chichimèque. Avant la colonisation, ils exploitaient déjà les richesses minières des montagnes alentour. La ville ancienne correspond au quartier actuel de Saint-Augustin, où fut construite la première église, sur la rue actuelle d’Arroyo del Plata.
Le premier gisement de Zacatecas fut découvert en 1546, trois ans seulement après celui du Potosi (en Bolivie), qui connut très vite un succès spectaculaire. À Zacatecas, l'exploitation commença sur le site argentifère de San Barnabé. Les gisements de Veta Grande, Panuco et Albarad, furent ensuite ouverts et exploités intensivement dans le même massif, vers le sud, en direction de Mexico. Dès 1550, quatre ans après la découverte, pas moins de 34 mines étaient exploitées dans le même massif, autour de Zacatecas. Puis ce fut 50 mines.
Des muletiers, qui voyageaient de Mexico à Zacatecas, découvrirent les minerais d'argent du district de Guanajuato. Le filon principal, la Veta Madré, fut trouvé en 1560. Les mines de Comanjas sont jugées plus anciennes encore que celles de Guanajuato.
Plus tard, en 1592, un riche filon d'argent fut découvert  près San Luis Potosi, située à 363 km au nord-nord-ouest de Mexico, à une altitude moyenne de 1 860 m, au sud-est de Zacatecas, et alors un peu excentrée à l'est de la « route de l'argent ».

## Les conflits avec les Indiens chichimèques et «l'archipel d'argent»
Les Chichimèques, qui s'avançaient jusqu'à trente lieues de Mexico, étaient attaqués dans leurs villages, et se réfugièrent dans les montagnes, où le capitaine Cristóbal de Oñate les poursuivit en 1541 avec un petit nombre de cavaliers et de fantassins et beaucoup d'Indiens alliés, jusqu'au rocher de Mixtan. Quinze mille ennemis en descendirent et firent main basse sur la troupe de Cristóbal de Oñate. À la nouvelle de cette défaite, Pedro de Alvarado (1495-1541), lieutenant de Cortès, quitta les frontières du Guatemala, où il avait été nommé en 1537 gouverneur de la province du Honduras, pour préparer la conquête des îles des Épices dans l'océan Pacifique. Il combattit les Chichimèques qui, retranchés dans leurs rochers, remportèrent une nouvelle victoire. Emporté par son cheval dans un précipice, il mourut trois jours après et il fallut plus de deux années de combats pour réduire ces terribles Chichimèques. Puis on entoura leurs frontières de colonies, ou d'amorce de places fortifiées, dont la ville de San Miguel de Allende, sur la route de Zacatecas, et celles de San Sebastian et Durango, aujourd'hui capitale de l'État mexicain de Durango, officiellement fondée le 8 juillet 1563 par Francisco de Ibarra sous le nom de Villa de Durango, et première capitale de la Nueva Vizcaya (Nouvelle-Espagne).
Les révoltes des indigènes apaisées, on se mit à fouiller les terrains exploités par les rois aztèques, recherche liée intimement à l'exploration et au développement de la conquête de la Nouvelle-Espagne. Francisco Ybarra découvrit à cette occasion les mines de Saint-Martin et de Saint-Luc de Avino à Zacatecas, qu'il relia à Santa Barbara, sur une étendue de 100 lieues, par les fondements d'une suite de villes.
La découverte des mines de Zacatecas, qui amena la première avancée durable en matière d'extraction et généralisa l'intérêt pour une région, négligée jusqu'alors, se heurta à deux difficultés principales : l'aridité et les attaques des Indiens chichimèques, conservant le contrôle des montages, aux limites de « l’archipel de l’argent ».
Hispanisé et relié par des caravanes muletières, souvent attaqué par les Indiens, « l’archipel de l’argent » mettait en danger la sécurité et la pérennité de Zacatecas. En 1576, trois mines importantes furent abandonnées, Charcas, Ranchos et Chalchuihuite. En 1579 une quatrième, Indé fut aussi quasiment abandonnée, les Mexicains décidant de concentrer la population sur les sites les plus importants. En 1585, le site de Zacatecas obtint ainsi le statut de ville.

## Une production stimulée par le succès du gisement bolivien du Potosi
L'empire espagnol avait une bonne raison d'investir dans les mines d'argent du Mexique et de croire à la rentabilité de leur développement : la croissance phénoménale de la production sur le gisement de Potosi liée  aux mines de Santa Bárbara, en Bolivie. La courbe de la production au Potosi montre qu'après une vingtaine de premières années difficiles, où la production se limite à 2 ou 3 millions de pesos par an, elle bondit vers 1575 pour atteindre 7 à 8 millions de pesos par an. Pendant cette vingtaine de premières années, la courbe de la production d'argent au Mexique est au-dessus de celle du Potosi, avec trois à quatre millions de pesos par an. Il faut ensuite attendre 1650 pour que la production du Mexique dépasse celle du Potosi, qui décline très progressivement à partir de 1605.
Le sommet de la production des mines d'argent mexicaines a été atteint vers 1780, une trentaine d'années avant l'indépendance du Mexique, avec près de 24 millions de pesos produits chaque année contre un peu moins de 4 millions de pesos pour le Potosi. Les deux parties de l'empire espagnol ont alors connu un « deuxième cycle » de la production d'argent, dans la deuxième partie du XVIIIe siècle, dont l'ampleur fut beaucoup plus importante au Mexique, où il se produit dès le début du siècle, alors qu'il n'est effectif au Potosi qu'à partir des années 1740. Ce regain est soutenu en 1778 par la découverte de nouveaux filons d'argent tout près du Real de Catorce, à une centaine de kilomètres à l'est de Zacatecas, tandis qu'un autre gisement est identifié en 1850, près de mines de Cinabre, non loin de San Luis Potosi.
Selon Fernand Braudel, une évaluation réalisée en 1810 par José Maria Quiros, secrétaire du consulado de Vera Cruz indique que le produit minier ne représente au total que 12,3 % du produit total de la Nouvelle-Espagne. Fernand Braudel estime alors que le produit de la Nouvelle-Espagne représente à peu près la même chose que celui de toutes les autres colonies espagnoles, soit environ un demi-milliard de pesos pour chacune des deux parties et un revenu moyen de 66 pesos par habitant, pour les six millions de personnes vivant en Nouvelle-Espagne. Les calculs statistiques effectués beaucoup plus tard évaluèrent à 838.857 marcs d'argent la production des mines du Mexique entre 1824 à 1830, pour sept années, soit seulement le tiers environ de ce qu'elles produisaient à leur apogée pour une seule année.

## Le rôle des villes minières dans la guerre d'indépendance puis la Révolution
San Luis Potosí, capitale de l'État du Mexique du même nom, l'un des principaux centres miniers, agricoles, commerciaux, culturels, religieux, administratifs et politiques, se démarqua par sa participation dans la lutte pour l'indépendance du Mexique (1810-1821). La ville est considérée comme le berceau de la révolution mexicaine, car  y fut rédigé le plan de San Luis, l'appel général au soulèvement armé. Pour son activité civique et démocratique pendant la deuxième moitié du XXe siècle, la ville devint le pilier de la nouvelle démocratie mexicaine.
Guanajuato fut le lieu de naissance, le 8 mai 1753, de Miguel Hidalgo y Costilla, père de l'indépendance du Mexique. Il appela le soir du 15 septembre 1810, à lancer l'insurrection sans délai. Les cloches de l'église appelèrent la population et Hidalgo leur demanda de se joindre à la lutte contre le gouvernement de Joseph Bonaparte par le fameux Grito de Dolores (Cri de Dolores). « ¡Viva la Virgen de Guadalupe! ¡Viva Fernando VII! ¡Abajo el mal gobierno! » (celui de Joseph Bonaparte (« Vive Notre-Dame de Guadalupe ! Vive Fernando VII ! (considéré par les créoles comme le roi légitime) »).
La foule répondit avec enthousiasme et marcha sur la capitale régionale de Guanajuato. Les mineurs de Guanajuato se joignirent aux habitants de Dolores dans le massacre des Espagnols et des créoles partisans de la colonie ainsi que de nombreux innocents, femme et enfants qui s'étaient réfugiés dans un magasin à grain l'Alhóndiga de Granaditas. Depuis Guanajuato, 80 000 indépendantistes, encadrés par des militaires  de carrière (régiments de Valladolid et de Celaya), mais très désordonnés et sans artillerie, marchèrent sur Mexico en octobre 1810, après avoir rallié et pris Zacatecas, San Luis Potosí, et Valladolid.
En 1914, durant la Révolution mexicaine, Zacatecas fut le théâtre de violents combats, avec la bataille connue sous le nom de Toma de Zacatecas (la prise de Zacatecas) entre les armées fédérales de Victoriano Huerta et les troupes constitutionnalistes du Général Doroteo Arango plus connu sous le nom de Francisco Villa, dont la victoire conduisit à la fin du régime de Huerta.

## Les nouvelles tentatives du début duXIXesiècle
La Compagnie anglomexicaine devint adjudicataire en 1824, d'une série de mines, dont certaines à Zacatecas et d'autres à Guanajuato, qui avaient besoin de réparer les dommages causés par un long abandon, en commençant par mettre à sec des mines envahies par les eaux et à rétablir les galeries que ces inondations avaient détruites. Les premiers travaux de la Compagnie à Zacatecas se portèrent sur la mine de Villalpando, dont les propriétaires principaux étaient le comte Valenciana, la comtesse Ruhl, et les héritiers comte Pérès Galvez.
Le Mexique produisait alors la moitié des 8,5 millions de livres sterling de minerai, extraits annuellement de l'Amérique latine, grâce à un petit nombre de mines, en général des mines d'argent, et moins convoitées pour la richesse de leur minerai que pour son abondance, situées sur un territoire très circonscrit, sur les versants de la cordillère d'Anabuao. Le pays exporte de l'argent et importe du coton venu de Manchester où les premiers entrepreneurs du coton britannique le produisent beaucoup moins cher. En 1827, la région de Guanajuato a ainsi vu la production de ses cinq usines de coton mexicaines diminuer régulièrement depuis déjà 15 ans. Huit mois seulement après la bulle spéculative britannique qui leur permet de se relancer, les mines d'argent mexicaines subissent pour la plupart la crise boursière de 1825 à la bourse de Londres.
Une troisième société, la Compagnie Real del Monte et Pachuca, a exploité les mines de Réal del Monte, près de la ville de Real Del Monte, perchée à 2 260 mètres d'altitude et nichée entre les canyons et les sommets de l'État d'Hidalgo. Dotée d'un capital de 200 000 livres, divisé en 500 actions de 400 livres, elle a expédié au Mexique trois navires chargés de machines, outils et munitions et transportant 140 mineurs et ingénieurs. Les mines de Real Del Monte appartiennent pour la plupart à l'héritier de Pedro Romero de Terreros, comte de Regla.
Une quatrième compagnie, fondée en novembre 1824 avec un capital de 200 000 livres, a également envoyé au Mexique un grand nombre de mineurs, pour exploiter les mines de l'État de Tlaxcala et quelques autres situées sur le territoire de Coronas, dans la province de Valladolid.